# Michael Bach
Michael Richardson Bach (ur. 25 lipca 1960 w Staten Island) – amerykański wioślarz, srebrny medalista olimpijski.

## Kariera
Wystąpił na igrzyskach olimpijskich w Los Angeles w 1984, gdzie osada USA w składzie: Thomas Kiefer, Gregory Springer, Michael Bach, Edward Ives i John Stillings (sternik) zdobyła srebrny medal w czwórkach ze sternikiem. W finale A o 1,64 sekundy przegrali z osadą Wielkiej Brytanii, a o 3,40 sekundy wyprzedzili osadę Nowej Zelandii. Był to jego jedyny start olimpijski.
Był także szósty w czwórkach bez sternika na mistrzostwach świata w Duisburgu (1983).
Kształcił się na Uniwersytecie Cornella, uzyskując dyplom z inżynierii.